# Stéphane Badji
Stéphane Diarra Badji (Ziguinchor, 29 maggio 1990) è un calciatore senegalese, centrocampista dell'Ajamaat.

## Caratteristiche tecniche
Badji è stato definito "il futuro del calcio senegalese" dall'allenatore Joseph Koto, mentre Athanase Tendeng ne elogiò le qualità. Viene schierato come regista, ma gli sono affidati anche compiti difensivi.

## Carriera

### Club

#### Gli inizi in Senegal
Nel 2008, Badji ha militato nello Xam-Xam, club di Dakar. La formazione non è riuscita però a raggiungere la salvezza in campionato, retrocedendo dopo aver conquistato 9 punti in 18 partite. A gennaio 2009, Badji è stato ingaggiato dal Casa Sport, club senegalese di alta classifica. Il centrocampista ha avuto un impatto positivo in squadra, senza eccellere. Il 2010 è stato l'anno della sua affermazione, riuscendo a conquistare un posto da titolare nella formazione. A luglio dello stesso anno, ha sostenuto un provino con i francesi del Rennes. Successivamente, è tornato in patria e, il 19 settembre, ha giocato e vinto la finale di Coupe de la Ligue 2009-2010.

#### Il trasferimento in Europa
Badji è stato ingaggiato dai norvegesi del Sogndal, a gennaio 2012. Ha scelto la maglia numero 12. Il 1º marzo 2013, ha firmato un contratto quadriennale con il Brann. Ha scelto la maglia numero 17. Il 2 febbraio 2015 viene ingaggiato dai turchi dell'İstanbul B.B., formazione a cui si è legato con un contratto valido per i successivi tre anni e mezzo. Il 1º febbraio 2016 è passato ai belgi dell'Anderlecht. Il 21 giugno 2017 viene ceduto in prestito al Kayserispor.

### Nazionale
Badji è stato convocato per la Coupe de l'intégration ouest africaine, un torneo per le Nazionali B di paesi di lingua francese. Ha partecipato poi al campionato africano Under-23 2011 e alla African Nations Championship dello stesso anno. È stato il capitano del Senegal under 23. Il 29 febbraio 2012 ha esordito con la nazionale maggiore nell'amichevole finita 0-0 contro il Sudafrica, dove è entrato nella ripresa al posto di Dame N'Doye.

## Statistiche

### Cronologia presenze e reti in nazionale
| Cronologia completa delle presenze e delle reti in nazionale ― Senegal | Cronologia completa delle presenze e delle reti in nazionale ― Senegal | Cronologia completa delle presenze e delle reti in nazionale ― Senegal | Cronologia completa delle presenze e delle reti in nazionale ― Senegal | Cronologia completa delle presenze e delle reti in nazionale ― Senegal | Cronologia completa delle presenze e delle reti in nazionale ― Senegal | Cronologia completa delle presenze e delle reti in nazionale ― Senegal | Cronologia completa delle presenze e delle reti in nazionale ― Senegal |
| Data                                                                   | Città                                                                  | In casa                                                                | Risultato                                                              | Ospiti                                                                 | Competizione                                                           | Reti                                                                   | Note                                                                   |
| ---------------------------------------------------------------------- | ---------------------------------------------------------------------- | ---------------------------------------------------------------------- | ---------------------------------------------------------------------- | ---------------------------------------------------------------------- | ---------------------------------------------------------------------- | ---------------------------------------------------------------------- | ---------------------------------------------------------------------- |
| 29-2-2012                                                              | Durban                                                                 | Sudafrica                                                              | 0 – 0                                                                  | Senegal                                                                | Amichevole                                                             | -                                                                      |                                                                        |
| 9-6-2012                                                               | Kampala                                                                | Uganda                                                                 | 1 – 1                                                                  | Senegal                                                                | Qual. Mondiali 2014                                                    | -                                                                      |                                                                        |
| 8-6-2013                                                               | Luanda                                                                 | Angola                                                                 | 1 – 1                                                                  | Senegal                                                                | Qual. Mondiali 2014                                                    | -                                                                      |                                                                        |
| 16-6-2013                                                              | Monrovia                                                               | Liberia                                                                | 0 – 2                                                                  | Senegal                                                                | Qual. Mondiali 2014                                                    | -                                                                      |                                                                        |
| 14-8-2013                                                              | Saint-Leu-la-Forêt                                                     | Zambia                                                                 | 1 – 1                                                                  | Senegal                                                                | Amichevole                                                             | -                                                                      |                                                                        |
| 7-9-2013                                                               | Dakar                                                                  | Senegal                                                                | 1 – 0                                                                  | Uganda                                                                 | Qual. Mondiali 2014                                                    | -                                                                      |                                                                        |
| 16-9-2013                                                              | Casablanca                                                             | Senegal                                                                | 1 – 1                                                                  | Costa d'Avorio                                                         | Qual. Mondiali 2014                                                    | -                                                                      |                                                                        |
| 5-3-2014                                                               | Saint-Leu-la-Forêt                                                     | Senegal                                                                | 1 – 1                                                                  | Mali                                                                   | Amichevole                                                             | -                                                                      |                                                                        |
| 21-5-2014                                                              | Ouagadougou                                                            | Burkina Faso                                                           | 1 – 1                                                                  | Senegal                                                                | Amichevole                                                             | -                                                                      |                                                                        |
| 5-9-2014                                                               | Dakar                                                                  | Senegal                                                                | 2 – 0                                                                  | Egitto                                                                 | Qual. Coppa d'Africa 2015                                              | -                                                                      |                                                                        |
| 10-9-2014                                                              | Gaborone                                                               | Botswana                                                               | 0 – 2                                                                  | Senegal                                                                | Qual. Coppa d'Africa 2015                                              | -                                                                      |                                                                        |
| 10-10-2014                                                             | Dakar                                                                  | Senegal                                                                | 0 – 0                                                                  | Tunisia                                                                | Qual. Coppa d'Africa 2015                                              | -                                                                      |                                                                        |
| 15-10-2014                                                             | Monastir                                                               | Tunisia                                                                | 1 – 0                                                                  | Senegal                                                                | Qual. Coppa d'Africa 2015                                              | -                                                                      |                                                                        |
| 15-11-2014                                                             | Il Cairo                                                               | Egitto                                                                 | 0 – 1                                                                  | Senegal                                                                | Qual. Coppa d'Africa 2015                                              | -                                                                      |                                                                        |
| 9-1-2015                                                               | Casablanca                                                             | Senegal                                                                | 1 – 0                                                                  | Gabon                                                                  | Amichevole                                                             | -                                                                      |                                                                        |
| 19-1-2015                                                              | Mongomo                                                                | Ghana                                                                  | 1 – 2                                                                  | Senegal                                                                | Coppa d'Africa 2015 - 1º Turno                                         | -                                                                      |                                                                        |
| 27-1-2015                                                              | Malabo                                                                 | Senegal                                                                | 0 – 2                                                                  | Algeria                                                                | Coppa d'Africa 2015 - 1º Turno                                         | -                                                                      |                                                                        |
| 5-9-2015                                                               | Windhoek                                                               | Namibia                                                                | 0 – 2                                                                  | Senegal                                                                | Qual. Coppa d'Africa 2017                                              | -                                                                      |                                                                        |
| 8-9-2015                                                               | Johannesburg                                                           | Sudafrica                                                              | 1 – 0                                                                  | Senegal                                                                | Amichevole                                                             | -                                                                      |                                                                        |
| Totale                                                                 |                                                                        | Presenze                                                               | 19                                                                     |                                                                        | Reti                                                                   | 0                                                                      |                                                                        |

| Cronologia completa delle presenze e delle reti in nazionale ― Senegal Olimpica | Cronologia completa delle presenze e delle reti in nazionale ― Senegal Olimpica | Cronologia completa delle presenze e delle reti in nazionale ― Senegal Olimpica | Cronologia completa delle presenze e delle reti in nazionale ― Senegal Olimpica | Cronologia completa delle presenze e delle reti in nazionale ― Senegal Olimpica | Cronologia completa delle presenze e delle reti in nazionale ― Senegal Olimpica | Cronologia completa delle presenze e delle reti in nazionale ― Senegal Olimpica | Cronologia completa delle presenze e delle reti in nazionale ― Senegal Olimpica |
| Data                                                                            | Città                                                                           | In casa                                                                         | Risultato                                                                       | Ospiti                                                                          | Competizione                                                                    | Reti                                                                            | Note                                                                            |
| ------------------------------------------------------------------------------- | ------------------------------------------------------------------------------- | ------------------------------------------------------------------------------- | ------------------------------------------------------------------------------- | ------------------------------------------------------------------------------- | ------------------------------------------------------------------------------- | ------------------------------------------------------------------------------- | ------------------------------------------------------------------------------- |
| 29-7-2012                                                                       | Londra                                                                          | Senegal olimpica                                                                | 2 – 0                                                                           | Uruguay olimpica                                                                | Olimpiadi 2012 - 1º turno                                                       | -                                                                               |                                                                                 |
| 1-8-2012                                                                        | Coventry                                                                        | Senegal olimpica                                                                | 1 – 1                                                                           | Emirati Arabi Uniti olimpica                                                    | Olimpiadi 2012 - 1º turno                                                       | -                                                                               |                                                                                 |
| Totale                                                                          |                                                                                 | Presenze                                                                        | 2                                                                               |                                                                                 | Reti                                                                            | 0                                                                               |                                                                                 |

## Palmarès

### Club

#### Competizioni nazionali
- Campionato belga: 1

Anderlecht: 2016-2017
- Campionato bulgaro: 2

Ludogorec: 2019-2020, 2020-2021